# Klyks
Klyks eller klyx er et afføringsmiddel der tømmer tarmen. Ved forstoppelse bruges dette stof, som er en væske, ved at det sprøjtes op i endetarmen.